# Landtags- und Gemeinderatswahl in Wien 1969
- SPÖ: 63
- ÖVP: 30
- DFP: 3
- FPÖ: 4

Die Landtags- und Gemeinderatswahl in Wien 1969 wurde am 27. April 1969 durchgeführt. Die Sozialistische Partei Österreichs (SPÖ) konnte ihren Stimmenanteil dabei zum vierten Mal in Folge steigern und erreichte bei einem Plus von 2,2 %-Pkte einen Stimmenanteil von 56,9 %. Dadurch gewann die SPÖ auch drei Mandate hinzu und stellte nun 63 der insgesamt 100 Landtagsabgeordneten bzw. Mitglieder des Gemeinderats. Die Österreichische Volkspartei (ÖVP) verzeichnete hingegen ihr bis dahin schlechtestes Wahlergebnis seit 1945 und erreichte lediglich 27,8 % der Stimmen. Die Freiheitliche Partei Österreichs (FPÖ) gewann 1,6 %-Pkte Stimmenanteil hinzu und erreichte mit insgesamt 7,3 % vier Mandate, womit sie gegenüber 1964 ein Mandat hinzugewann. Die Kommunistische Partei Österreichs (KPÖ) flog nach Verlusten von 2,8 %-Pkte und einem Stimmenanteil von 2,9 % aus dem Landtag und Gemeinderat. Ihre Chance nutzte hingegen die Demokratische Fortschrittliche Partei (DFP), die 1965 von dem aus der SPÖ ausgeschlossenen ehemaligen Minister Franz Olah gegründet worden war. Sie erreichte auf Anhieb 5,2 % und zog mit drei Mandaten in den Landtag und Gemeinderat ein. 
Der Wiener Landtag und Gemeinderat der 10. Wahlperiode konstituierte sich in der Folge am 6. Juni 1969 und wählte nach der Angelobung die Landesregierung Marek II, die am 21. Dezember 1970 von der Landesregierung Slavik abgelöst wurde. Am 5. Juli 1973 folgte ihr die Landesregierung Gratz I nach. 

## Ergebnisse
|                                             | Ergebnisse 1969  | Ergebnisse 1969  | Ergebnisse 1969  | Ergebnisse 1964  | Ergebnisse 1964  | Ergebnisse 1964  | Differenzen   | Differenzen   | Differenzen   |
| ------------------------------------------- | ---------------- | ---------------- | ---------------- | ---------------- | ---------------- | ---------------- | ------------- | ------------- | ------------- |
| Wahlberechtigte                             | 1.274.224        | 1.274.224        | 1.274.224        | 1.246.701        | 1.246.701        | 1.246.701        | + 27.523      | + 27.523      | + 27.523      |
| Wahlbeteiligung                             | 75,91 %          | 75,91 %          | 75,91 %          | 84,85 %          | 84,85 %          | 84,85 %          | − 8,94 %-Pkte | − 8,94 %-Pkte | − 8,94 %-Pkte |
|                                             | Stimmen          | %                | Mand.            | Stimmen          | %                | Mand.            | Stimmen       | %-Pkte        | Mand.         |
| Abgegebene Stimmen                          | 967.223          |                  |                  | 1.057.824        |                  |                  | − 90.601      |               |               |
| Ungültig                                    | 11.099           | 1,15 %           |                  | 18.191           | 1,72 %           |                  | − 07.092      | − 0,57        |               |
| Gültig                                      | 956.124          | 98,85 %          |                  | 1.039.633        | 98,28 %          |                  | − 83.509      | + 0,57        |               |
| Partei                                      |                  |                  |                  |                  |                  |                  |               |               |               |
| Sozialistische Partei Österreichs (SPÖ)     | 544.155          | 56,91 %          | 63               | 568.993          | 54,73 %          | 60               | − 24.838      | + 2,18        | + 3           |
| Österreichische Volkspartei (ÖVP)           | 265.541          | 27,77 %          | 30               | 352.067          | 33,86 %          | 35               | − 86.526      | − 6,09        | − 5           |
| Freiheitliche Partei Österreichs (FPÖ)      | 69.277           | 7,25 %           | 4                | 58.861           | 5,66 %           | 3                | + 10.416      | + 1,59        | + 1           |
| Kommunistische Partei Österreichs (KPÖ)     | 27.357           | 2,86 %           | 0                | 52.002           | 5,00 %           | 2                | − 24.645      | − 2,14        | − 2           |
| Demokratische Fortschrittliche Partei (DFP) | 49.794           | 5,21 %           | 3                | nicht kandidiert | nicht kandidiert | nicht kandidiert | + 49.794      | + 5,21        | + 3           |
| Europäische Föderalistische Partei (EFP)    | nicht kandidiert | nicht kandidiert | nicht kandidiert | 7.710            | 0,74 %           | 0                | − 07.710      | − 0,74        | ± 0           |
| Gesamt                                      | 956.124          | 100,00 %         | 100              | 1.039.633        | 100,00 %         | 100              | − 83.509      |               |               |